# Вайкшнорас, Раймундас
Раймундас Вайкшнорас (род. 12 июля 1970, Друскининкай, ЛССР, СССР) — генерал, назначенный командующий Вооружёнными силами Литвы c 24 июля 2024 года.

## Биография
Родился в городе Друскининкай.
В 1988 году окончил 3-ю школу города Друскининкай (ныне основная школа Саулес), в том-же году поступил в Вильнюсский инженерно-строительный институт (ВИСИ).
С 1991 года начал службу в охране края в качестве разведчика учебного соединения Департамента охраны края, позже в качестве стрелка. В 1991-1992 годах отделенный командир. В 1992-1993 годах командовал взводом Вильнюсского мотодесантного батальона Бригады полевых войск, позднее в 1993-1997 годах командир мотодесантной (позднее моторизированной) роты того-же батальона.
В 1997 году выполнял обязанности старшего инструктора топографии, начальника штаба Центра подготовки миротворческих сил Литвы. С 1998 по 2000 год главный специалист отдела боевой подготовки, командира батальона Учебного полка в Рукле. Позднее переведён на службу в Штаб обороны. В 2002 году окончил Литовскую военную академию генерала Йонаса Жемайтиса.
Закончил курсы Балтийского оборонного колледжа в 2005 году. В том-же году начальник центра управления операций Штаба Сухопутных сил Литвы - принимал участие в Войне в Афганистане в 2006-2007 годах.
В 2007 году влоть до 2010 года командир Штабного батальона. С 2010 по 2013 года заместитель начальника Штаба Сухопутных сил.
В 2013 году закончил — Военный колледж армии США.
С 2013 года по 2016 год командир пехотной бригады «Железный волк». 
С 2016 по 2018 года начальник командования операций Объединённого штаба войск (позднее Штаба обороны) Войска Литовского, 2018-2019 годах заместитель начальника штаба по операциям. В 2019 - 2022 годах командующий Сухопутных сил.
После 2022 года назначен заместителем по боевой подготовке начальника штаба Верховного главнокомандования ОВС НАТО в Европе.
В 2024 года его кандидатура была предложена президентом Литвы Гитанасом Науседой к назначению новым командармом Войска Литовского (совместно и Главнокомандующего ВС Литвы), в свою очередь 20 июня 2024 года Сейм Литвы единогласно утвердил кандидатуру Вайкшнораса на пост командарма с 24 июля то-есть после окончания полномочий генерала Вальдемараса Рупшиса занимавшего этот пост ранее. Как отметил председатель Комитета национальной безопасности и обороны Сейма Литвы Арвидас Поцюс (ранее тоже командарм) Вайкшнорас первый в должности у кого отсутствует опыт службы в ВС СССР.
24 июля 2024 года бригадный генерал Раймундасу Вайкшнорасу присвоено звание полного генерала.  